# Gibson Melody Maker
Gibson Melody Maker introducerades 1959 av Gibson och är en solid elgitarr. Modellen tillverkades åren 1959-1971. Den finns i många varianter, t,ex den tolvsträngade modellen Gibson Melody Maker 12 från 1967.
Kända svenska musiker som använder Melody Maker är Ulf Lundell[källa behövs]  och Per Gessle[källa behövs] .
"Melody Maker Joan Jett Signature" är ännu en modell av Gibsons gitarrer och denna är en kopia av rockmusikern Joan Jetts gitarr.